# Petr Veselý (malíř)
Petr Veselý (* 14. října 1953 Brno) je český a moravský malíř, výtvarný pedagog a básník.

## Životopis
Pochází z Brna-Jundrova, kde žije v památkově chráněném objektu bývalé kovárny na Veslařské ulici. Posledním kovářským mistrem byl jeho dědeček Vilém Veselý. Pamětní deska na zdi domu informuje, že kovářská živnost zde skončila v roce 1956.
Petr Veselý vystudoval v letech 1969–1973 Střední umělecko-průmyslovou školu v Brně, obor malba, pod vedením akademického malíře Jiřího Coufala (1929–1989). V letech 1973–1979 navštěvoval speciální ateliér krajinářského a figurálního malířství u prof. Jana Smetany na Akademii výtvarných umění v Praze.
Vedle vlastní umělecké činnosti se po absolutoriu věnoval pedagogické práci na Katedře výtvarné výchovy Pedagogické fakulty Masarykovy univerzity (dříve UJEP) v Brně. Nejprve v letech 1981–1989 jako externí učitel, v letech 1989–1992 jako odborný asistent. Od roku 1992 působil jako odborný asistent v ateliéru malířství na Fakultě výtvarných umění VUT v Brně. V roce 1993 byl jmenován docentem pro obor malba. V letech 1995–2020 byl vedoucím oboru Malířství na Střední škole umění a designu, stylu a módy (dříve SŠUŘ) v Brně, kde pedagogicky působí i nadále. V letech 2002–2007 byl současně vedoucím ateliéru Malířství I na Fakultě výtvarných umění VUT v Brně.
Od roku 1986 je Petr Veselý členem Tovaryšstva malířského (Vladimír Kokolia, Petr Kvíčala, Jan Steklík). V letech 1990–1999 byl členem TT klubu v Brně. Od roku 1996 je členem Umělecké besedy.
V roce 2009 mu byla udělena Cena města Brna za oblast výtvarného umění.
V roce 2014 vydal básnickou knihu Jundrov.
Je otcem dvou dcer. Starší je herečka Anna Veselá, mladší Marie.

## Dílo

### Samostatné výstavy (výběr)
- 2021 Brno, Fait Gallery, Nůž v kredenci, kurátorka: Barbora Kundračíková
- 2015 Praha, Malá galerie Rudolfina, Anděl, stín (kurátor Petr Nedoma, katalog)
- 2014 Brno, Knihkupectví Academia, Básníci před mikrofonem (fotografie)
  - Terezín, Památník, Dveře se zábradlím
  - Mikulov, Zámek, Dílna (kurátor Stanislav Diviš, katalog)
- 2013 Brno, Galerie Aspekt, Chodba v sobotu (zahájení Richard Drury, katalog – text P. V.)
  - Praha, Galerie Petr Novotný, Několik obrazů
  - Brno, Muzeum Leoše Janáčka, Samomluvy 2 (s Marií Kapounovou-Veselou
  - Liberec, Galerie U Rytíře, Dveře, stůl, stín
- 2012 Kováry, Kaple sv. Isidora, Samomluvy (s Marií Kapounovou)
  - Hradec Králové, Galerie AMB, Dveře (zahájení Zbyněk Sedláček)
- 2011 Brno, Wannieck gallery, NIC (objekty z let 1988–96) (zahájení, text v ateliéru Alena
  - Pomajzlová)
- 2009 Praha, Topičův salon, Dílem průřez (zahájení Marek Pokorný)
- 2008 Brno, Dům umění města Brna – Dům pánů z Kunštátu. P. V.
  - Karlovy Vary, Dveře (zahájení Zbyněk Sedláček)
  - Zlín, Krajská galerie výtvarného umění
- 2007 Praha, Galerie Vernon, Stropy
  - Kuřim, Galerie ad astra
- 2006 Šumperk, Galerie Jiřího Jílka, Pokoje
- 2005 Brno, Galerie Ars, vŠEDnĚ
  - Roudnice nad Labem, Galerie moderního umění, Pokoje
- 2003 Kuřim, Galerie ad astra, Kolem věcí, věci kolem
- 2000 Praha, Knihkupectví Paseka
  - Brno, Nakladatelství Vetus via, Pokoje
- 1999 České Budějovice, Dům umění, Začátek roku
- 1998 Olomouc, Galerie Caesar, (obrazy a kresby)
  - Brno, Galerie Aspekt, Po prázdninách (obrazy a frotáže)
- 1997 Klatovy, Galerie U bílého jednorožce, Kresby, objekty
- 1994 Sovinec, kostel, (kresby a objekty)
- 1993 Brno, Dům umění, Galerie J. Krále, (kresby a objekty)
- 1992 Bratislava, Galerie Bohemia – České kulturní středisko,
- 1990 Olomouc, Galerie hudby, Kresby, obrazy, drobné objekty
- 1989 Brno, Čs. spisovatel, Kresby, obrazy, objekty
  - Opava, Galerie, Kresby (s Janem Steklíkem)
- 1985 Kunštát, Halasův Kunštát, Kresby (s V. Reichmannem)
- 1981 Brno, Galerie mladých, Obrazy

### Kolektivní výstavy (výběr)
- 2014 Mikulov, Mikulovské výtvarné sympozium „Dílna“
  - Brno, Galerie ARS, Příležitost
  - Kroměříž, Trasy a schránky
  - Pardubice, Galerie FONS, O myších
  - Brno, Galerie Putna, Včelou – a mlíkem
  - Brno, Galerie Černá linka, PF MU, Schránky
  - Ostrava, Zářivý krystal, Průniky, střety, přesahy, Bohumil Kubišta a české umění 1905–2013
  - Dolní Kounice (klášter, synagoga), Zpřítomnění VIII – „Uvízlé věci“, k 90. výročí vzniku ŠUŘ (kurátor, zvuková instalace)
  - Brno, Galerie ARS, Vánoce 2014
  - Ostrava, Gong, Kdo na moje místo (katalog, kurátor Marek Pokorný, Zbyněk Baladrán)
- 2013 Brno, Muzeum města Brna, Špilberk, zastoupení v nové stálé expozici
  - Zlín, Krajská galerie, zastoupení v nové stálé expozici
  - Litva, Collection Moravia, putovní výstava
  - Brno, Café Steiner, Čmáranice
- 2012 Dolní Kounice, Zpřítomnění VII
  - Praha, Topičův salón, Poezie prostoru, prostor poezie
- 2011 Praha, Národní technická knihovna, PBBK
- 2010 Brno, Muzeum města Brna, Brněnská osmdesátá
  - Brno, Wannieck gallery, 1984–95, Česká malba generace 80. let
  - Praha, Národní technická knihovna, Rovnoběžky a průsečíky
  - Brno, Moravské muzeum, Památník L. Janáčka, Druhotvary 2
  - Dolní Kounice, Klášter Rosa coeli, Zpřítomnění VI
- 2008 Zlín, Nový Zlínský salón
- 2007 Brno, Wannieck gallery, Česká malba, Sbírka Richarda Adama
  - Bonn, Kunstlerforum, TT-Klub (katalog)
- 2006 Brno, Wannieck gallery, Česká malba 1985–2005
- 2005 Litoměřice, Severočeská gal. výtv. umění, Parafráze (katalog, kurátor Eva Petrová)
- 2003 Praha, Městská knihovna, Umělecká beseda (katalog)
- 2000 Hluboká n/Vltavou, AJG, Současná minulost, (katalog)
  - Roudnice n/Labem, Galerie mod. umění, alfa 2000 omega
- 1999 Berlín, České kult. centrum, Tetraeder, s Vl. Kokoliou, P. Kvíčalou a J. Sobotkou
- 1998 Brno, Mor. galerie, Tichý život věcí
  - Vlkov, Galerie Sýpka, Veřeje
- 1997 Plasy, klášter, O počátku
  - Brno, Dům umění, HI-TECH/UMĚNÍ
- 1996 Praha, Dům U kamenného zvonu, Ticho pro dvanáct hlasů
  - Roudnice, Novozákonní motivy v Českém výtv. umění (katalog)
- 1995 Litoměřice, Galerie výtv. umění, Umění frotáže (katalog)
  - Valtice, Jízdárna zámku, Velký formát (sympozium)
  - Roudnice n/L, Starý zákon v umění (katalog)
  - Praha, Mánes, Umělecká beseda 95 (katalog)
- 1994 Praha, Galerie VŠUP, Druhá Sýpka (s Vl. Kokoliou, L. Novákem, W. Reiterem)
  - Brno, Galerie U Dobrého pastýře, Tovaryšstvo malířské
- 1993 Praha, Mánes, Tvary tónů (pohlednice)
  - Praha, Jízdárna Pražského hradu, Přírůstky Národní galerie
  - Bratislava, Písmo v obraze (katalog, text Jiří Valoch)
  - Klatovy, Galerie u bílého jednorožce, Šedá cihla 3 (katalog)
  - Hamburg, ART HAMBURG 93 (Galerie Pohlhammer)
  - Brno, Moravská galerie (Místodrž. palác), Princip serie (katalog)
  - Nitra, Dvojstup (ART IN) (katalog)
  - Vilnius, Litva, Bílé zboží
- 1992 Wiesbaden, SRN, Znak a svědectví (katalog)
  - Münster, SRN, Znak a svědectví
  - Sevilla, Španělsko, Světlo a duch (v rámci čs. účasti na světové výstavě EXPO 92)(kurátor Petr Nedoma)
- 1991 Brno, Dům umění, Mezi křikem a meditací
  - Praha, Emauzy, Hořící keř (kurátor Petr Nedoma)
  - Vlkov, Galerie Sýpka, Nahroubeno – jaro 1991
  - Kolín, Téma Stalker
  - Mnichov, SRN, Znak a svědectví
- 1990 Praha, Galerie mladých – U Řečických, Brněnský okruh
  - Praha, Palác kultury, Nové cesty kresby a grafiky
  - Brno, Moravská galerie – Místodržitelský palác, Současná česká kresba
  - Brighton, Anglie
  - Poitiers, Francie, Osm Čechů
  - Bonn, SRN, Otevřený dialog
- 1989 Brno, Dům pánů z Kunštátu, Jemelka, Mühlbauer, Hůla, Veselý
  - Praha, Holešovická tržnice, Malba a plastika mladých, Mladí ve při (pohlednice)
  - Praha, "14", Lidový dům (katalog)
  - Sovinec, Con amore
  - Lyon, Francie, Moravští umělci
- 1988 Praha, Městská knihovna, Z nových zisků Národní galerie
  - Brno, 12 na Pellicové
  - Poznaň, Polsko, Plenér
  - Plovdiv, Bulharsko
- 1986 Nishinomiya, Japonsko, Galerie AU, Gallery H Circle
- 1985 Rennes, Francie, Brněnští malíři
  - Osvětim, Polsko, Výstava plakátů
- 1984 Brno, Nová radnice, Křížová chodba
  - Kostelec nad Č. lesy, Galerie H, Velká kresba
- 1983 Brno, Křížová chodba Nové radnice, 20 mladých absolventů AVU
- 1980 Brno, Dům pánů z Kunštátu, Současná česká kresba
- 1979 Šumperk, Vlastivědné muzeum, Mladí umělci Jeseníkům

### Zastoupení ve sbírkách
Národní galerie v Praze, Moravská galerie v Brně, Muzeum města Brna, Galerie Klatovy-Klenová, Richard Adam Gallery Brno, Krajská galerie výtvarného umění ve Zlíně, Východočeská galerie v Pardubicích, Galerie Hodonín, Ministerstvo kultury, Galerie Litoměřice, Galerie H v Kostelci n/Č. lesy, Galerie moderního umění v Roudnici, Severočeská galerie v Liberci, Galerie AU (Japonsko), Česká pojišťovna, International Museum Vancouver, Galerie Olave v Lyonu, Muzeum v Bánské Bystrici, v soukromých sbírkách v České republice, ve Francii, v Anglii, v Rakousku a v Německu.

### Knižní publikace
- Veselý, Petr: Anděl, stín (publikace s textem Petra Nedomy vyšla u příležitosti výstavy v Galerii Rudolfinum). Praha: Galerie Rudolfinum, 2015. ISBN 978-80-86443-33-1.
- Veselý, Petr: Jundrov (básnická sbírka). Brno: Větrné mlýny, 2014. ISBN 978-80-7443-103-6